# Левин, Евгений Маркович
Евге́ний Ма́ркович Ле́вин (англ. Eugene (Genya, Evgeniy) Levin; род. 22 июня 1940, Ленинград) — физик-теоретик, профессор (1990).

## Биография
Родился в городе Ленинграде в семье профессора, доктора технических наук Марка Иосифовича Левина и инженера Нины Григорьевны Желудевой, сестра — София. Раннее детство провёл в блокадном Ленинграде (зима 1941—1942 г.) и в эвакуации в г. Владимиpe (1942—1945), по окончании войны вернулся с семьёй в Ленинград. Увлечение наукой появилось ещё в школьные годы, с 9 класса он посещал занятия физического кружка, организованного при Дворце пионеров. По окончании школы (1957) поступил в Ленинградский государственный университет (ЛГУ) на физический факультет. Окончив с отличием (1963), продолжил обучение в аспирантуре под руководством профессора и члена-корреспондента АН СССР Владимира Наумовича Грибова, окончив с отличием в 1968 году. Защитил диссертацию на степень доктора физико-математических наук в 1978 году. В 1996 году репатриировался с семьёй в Израиль. В настоящее время Евгений Левин профессор Тель-Авивского университета.

### Студенческие годы

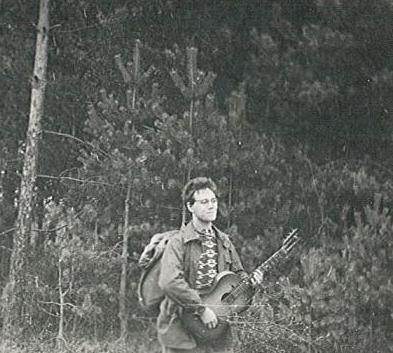
Студенческие годы.

Одно из многочисленных увлечений Евгения Левина — мировая история, в частности история Древней Греции. Помимо интеллектуальных увлечений, не упускал возможности и активного отдыха, как например туристические походы с друзьями. Нередко бывал на озере Байкал, в Карелии, в горах Тянь-Шань. Путешествовал по Северному Уралу, Прибалтике и Белоруссии.

### Семья

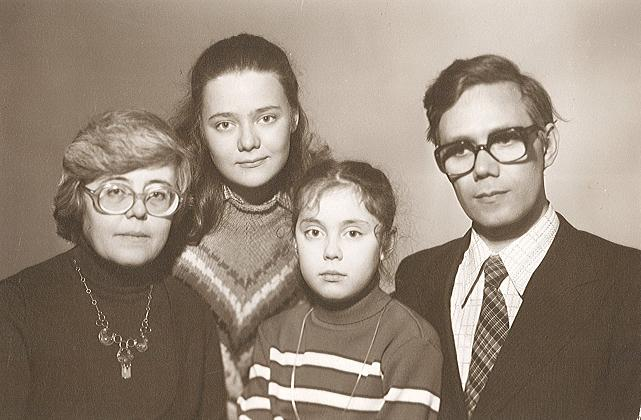
Евгений Левин с супругой Еленой и дочерьми.

Со своей будущей супругой Еленой (ур. Филатова) познакомились на третьем курсе физического факультета, где они вместе учились. Поженились в апреле 1962 года.

### LevinFest
В 2010 году Евгению Левину исполняется 70 лет. По случаю этого события организовывается международный симпозиум по физике высоких энергий и элементарных частиц, который пройдёт в Тель Авиве.

## Научная деятельность
Основный научным направлением является теория элементарных частиц и квантовая хромодинамика (КХД). Евгений Левин является одним из ведущих специалистов в области сильных взаимодействий. Совместно с Леонидом Франкфуртом развили идею конституэнтной кварковой модели для адронов. Данная модель была с успехом подтверждена экспериментально.
Опубликовав совместно с своими студентами Леонидом Грибовым и Михаилом Рыскиным в 1983 году научную работу, посвящёную полужёстким процессам в КХД, положил начало целому направлению в развитии физики «малых бьёркеновских иксов». Одним из основных результатов данной работы было выявление эффекта насыщения партонной плотности при больших энергиях. Предложенное ими уравнение (GLR) для описания партонной плотности послужило прототипом для последующих нелинейных эволюционных уравнений в данной области.
Евгений Левин совместно с Дмитрием Харзеевым развили и применили идею партонного насыщения в случае столкновения тяжёлых ионов. Предложенная ими модель глюонного насыщения успешно соответствует данным, полученным в ходе эксперимента. Результаты подтверждённой теории открывают новые перспективы в изучении динамики ядерных столкновений и более глубокому понимаю природы сильных взаимодействий в КХД.

## Публикации
Более 300 научных работ и статей опубликовано во многих международных журналах
Евгений Левин входит в список наиболее цитируемых учёных в области теоретической физики.

## Награды
- В 2001 году Евгений Левин удостоен почётной награды L. Meitner — премии Гумбольдта в знак признания его достижений в области исследований и обучения.
- DESY Research Award (1996—2004)
- Royal Society Research Award (1995)